# Jean-Claude Decaux
Jean-Claude Decaux (Beauvais, 15 de setembro de 1937 — 27 de maio de 2016) foi um empresário francês que ganhou sua fortuna em publicidade. Era o presidente honorário da empresa de publicidade JCDecaux, que agora é administrada por seus filhos, Jean-François Decaux e Jean-Charles Decaux. Foi visto como pioneiro no desenvolvimento do mobiliário urbano, percorrendo a França na década de 1960 a fim de incentivar os governos a instalar abrigos de ônibus que poderiam ser bancados por publicidade.

## Carreira
Em janeiro de 2015, de acordo com a Forbes, tinha um patrimônio líquido de 6200 milhões de dólares.

## Vida pessoal
Era casado, com três filhos e morava em Paris. Morreu em 27 de maio de 2016.